# Distrito de Ahuayro
El distrito peruano de Ahuayro es uno de los doce distritos de la provincia de Chincheros, en el noreste del departamento de Apurímac. 

## Historia
Fue creado mediante la Ley N.º 31186 por aprobación del Congreso de la República y publicado en el diario oficial El Peruano, durante el gobierno del presidente Francisco Sagasti en 2021.

### Período de transición
El distrito de Huaccana fue asignado para encargar a autoridades transitorias entre juntas vecinales.